# Herodiada (poemat)
Herodiada (Hérodiade) – poemat francuskiego poety symbolisty Stéphane’a Mallarmégo wydany w 1896. Utwór nawiązuje do biblijnej postaci Herodiady, która doprowadziła do stracenia Jana Chrzciciela.
Poemat napisany został w formie dialogu tytułowej Herodiady z jej matką – Bereniką. Dzięki temu zabiegowi ukazany został kontrast między narcystyczną miłością pierwszej postaci dialogu a pełną poświęceń i wyrozumiałą miłością rodzicielską drugiej. Herodiada Mallarmégo to osoba zakochana w estetycznych walorach swojego piękna cielesnego, a jednocześnie bezduszna, okrutna i brutalna wobec ludzi. Utwór odczytywany jest więc jako alegoria sztuki modernistycznej, która wyzbyła się moralizatorstwa na rzecz dostarczania wrażeń estetycznych. Stąd też pytanie autora o duchowość i transcendentną wartość tej poezji, która celowo zatraca podział na dobro i zło. W literaturze niemieckiej podobny temat poruszył Stefan George w opublikowanym w 1892 poemacie Algabal.